# Сватара Тауншип (округ Дофін, Пенсільванія)
Сватара Тауншип (англ. Swatara Township) — селище (англ. township) в США, в окрузі Дофін штату Пенсільванія. Населення — 27 824 особи (2020).

## Демографія
Згідно з переписом 2010 року, у селищі мешкали 23 362 особи в 9237 домогосподарствах у складі 5837 родин. Було 9736 помешкань
Расовий склад населення:
| - 71,0 % — білих - 18,4 % — чорних або афроамериканців - 3,4 % — азіатів - 0,1 % — вихідців з тихоокеанських островів - 0,1 % — корінних американців - 3,5 % — осіб інших рас |

До двох чи більше рас належало 3,5 %. Частка іспаномовних становила 8,3 % від усіх жителів.
За віковим діапазоном населення розподілялося таким чином: 20,6 % — особи молодші 18 років, 64,8 % — особи у віці 18—64 років, 14,6 % — особи у віці 65 років та старші. Медіана віку мешканця становила 40,0 року. На 100 осіб жіночої статі у селищі припадало 97,4 чоловіків;  на 100 жінок у віці від 18 років та старших — 95,3 чоловіків також старших 18 років.
Середній дохід на одне домашнє господарство  становив 70 919 доларів США (медіана — 56 646), а середній дохід на одну сім'ю — 73 114 долари (медіана — 61 840). Медіана доходів становила 44 413 долари для чоловіків та 35 767 доларів для жінок. За межею бідності перебувало 9,1 % осіб, у тому числі 15,5 % дітей у віці до 18 років та 3,4 % осіб у віці 65 років та старших.
Цивільне працевлаштоване населення становило 11 721 особа. Основні галузі зайнятості: освіта, охорона здоров'я та соціальна допомога — 19,9 %, роздрібна торгівля — 10,8 %, мистецтво, розваги та відпочинок — 10,6 %.